# Matt Gentry

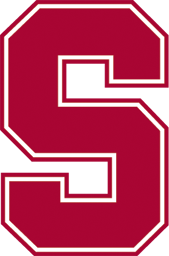
Zawodnik Stanford Cardinal

Matthew Judah „Matt” Gentry (ur. 30 lipca 1982) – kanadyjski zapaśnik walczący w stylu wolnym. Dwukrotny olimpijczyk. Osiemnasty w Pekinie 2008 i piąty w Londynie 2012 w kategorii 74 kg.
Czterokrotny uczestnik mistrzostw świata, piętnasty w 2010. Zdobył dwa brązowe medale na igrzyskach panamerykańskich (w 2007 i 2011) i jeden na mistrzostwach panamerykańskich (w 2008 roku).
Zawodnik North Valley High School z Grants Pass i Stanford University. All-American w NCAA Division I w 2004, gdzie zajął pierwsze miejsce roku.